# Frederick Pitman
Frederick Archibald Hugo Pitman (* 1. Juni 1892 in Edinburgh; † 25. Juli 1963 in Holborn) war ein britischer Ruderer. Er war Olympiazweiter 1912 im Achter.

## Sportliche Karriere
Bei den Olympischen Spielen 1912 in Stockholm traten insgesamt elf Boote aus sieben Ländern im Achter-Wettbewerb an. Es ruderten jeweils zwei Boote gegeneinander, die Sieger kamen in die nächste Runde. In der ersten Runde siegten beide englischen und beide deutschen Boote. In der zweiten Runde setzten sich die beiden englischen Boote und ein deutsches Boot durch. Im Finale trafen die Boote vom Leander Club und vom New College aufeinander und die Crew vom Leander Club gewann. Die Silbermedaille ging an William Fison, William Parker, Thomas Gillespie, Beaufort Burdekin, Frederick Pitman, Arthur Wiggins, Charles Littlejohn, Robert Bourne und Steuermann John Walker vom New College.
Pitman ruderte zweimal für die University of Oxford beim Boat Race, 1912 gewann seine Crew, 1914 verlor sie das Rennen gegen die University of Cambridge.